# Josep Jané i Solà
Josep Jané i Solà (Igualada, 21 de juny de 1936-Barcelona, 28 d'abril de 2018) ha estat professor universitari, treballador de banca i empresari.
Des del 1977 ocupa la presidència de Boí-Taüll Resort, de la qual fou fundador, i des del 1978 la de Bankpime, Banc de
la Petita i Mitjana Empresa. Ha estat president de la Societat Catalana d'Economia, filial de l'Institut d'Estudis Catalans, des del 1994 fins al 2000.

## Trajectòria
Josep Jané estudià Ciències Econòmiques a la Universitat de Barcelona, en la mateixa promoció que Ernest Lluch, i va fer la seva tesi doctoral amb direcció de Fabià Estapé analitzant el problema dels salaris a Espanya. L'any 1969 obté la càtedra de Política Econòmica de la Universitat de Granada, i posteriorment torna a la UB en desdoblar-se la càtedra del doctor Estapé. Compagina la tasca docent amb la seva dedicació professional a la Banca Mas Sardà.
La seva afició per la muntanya i el seu vincle amb l'Alta Ribagorça des que tenia 20 anys el portaren a fundar el resort de Boí-Taüll l'any 1976.
El 1978, en plena crisi econòmica, crea el Banc de la Petita i Mitjana Empresa (BPME, conegut posteriorment com a Bankpime), sense deixar, però, la seva càtedra (fins a la seva jubilació docent anticipada). El 1993, després d'una extorsió per un advocat barceloní condemnat posteriorment per aquests fets, el BPME és investigat per suposades irregularitats. El 2001 abandona l'entitat bancària per la pressió del sector d'Agrupació Mútua, que aconsegueix una majoria de les accions.
Ha publicat més de cinc-cents articles i comentaris sobre temes d'economia en nombrosos mitjans de comunicació, i ha estat responsable del «Suplement d'Economia» del diari La Vanguardia de Barcelona durant nou anys (1970-1978).

## Premis
Josep Jané posseeix els premis Ciutat de Barcelona 1968 de Tesis Doctorals i Premi Fundación Juan March 1970 d'Ajut a la Investigació en Ciències Econòmiques, i la Medalla de Turisme de Catalunya, atorgada el 1994 per la Generalitat de Catalunya.